# Municipio de San Martín Lachilá
El municipio de San Martín Lachilá (del náhuatl: lachi, laá ‘llano, guaje’‘Llano de guajes’) es uno de los 570 municipios que conforman al estado mexicano de Oaxaca. Pertenece al distrito de Ejutla, dentro de la región valles centrales. Su cabecera es la localidad de San Martín Lachilá.

## Geografía
El municipio abarca 10.74 km² y se encuentra a una altitud promedio de 1420 m s. n. m., oscilando entre 2300 y 1400 m s. n. m.
Colinda al norte con los municipios de Ayoquezco de Aldama y Heroica Ciudad de Ejutla de Crespo; al este con Heroica Ciudad de Ejutla de Crespo y La Compañía; al sur con San Andrés Zabache; y al oeste con San Andrés Zabache y Ayoquezco de Aldama.

### Fisiografía
El municipio pertenece a la provincia de la Sierra Madre del Sur. El 65% de su territorio lo abarca la subprovincia de las sierras y valles de Oaxaca y el 35% restante las sierras centrales de Oaxaca. La demarcación es cubierta por el sistema de topoformas del lomerío típico en el 37% de sus superficie, la sierra baja compleja en el 35% y el valle de laderas tendidas en el 28% restante. El relieve predominante es el valle o depresión.

### Hidrografía
San Martín Lachilá se encuentra en la subcuenca del río Atoyac-Oaxaca de Juárez, dentro de la cuenca del río Atoyac, en la región hidrológica de Costa Chica-Río Verde. La corriente de agua más importante de la localidad es el río Atoyac.

## Clima
El clima del municipio es semicálido subhúmedo con lluvias en verano en el 70% del territorio y semiseco semicálido en el 30% restante. El rango de temperatura media anual es de 18 a 20 grados celcius, el mínimo promedio es de 4 a 5 grados y el máximo promedio de 30 a 32 grados. El rango de precipitación media anual es de 600 a 800 mm y los meses de lluvias son de marzo a noviembre.

## Demografía
De acuerdo al último censo, realizado por el INEGI en 2010, en el municipio habitan 1084 personas, repartidas entre 3 localidades. Del total de habitantes de San Martín Lachilá, 12 personas hablan alguna lengua indígena.

### Grado de marginación
De acuerdo a los estudios realizados por la Secretaría de Desarrollo Social en 2010, el 36% de la población del municipio vive en condiciones de pobreza extrema. El grado de marginación de San Martín Lachilá es clasificado como Alto.

## Política

### Gobierno
El municipio se rige mediante el sistema de usos y costumbres, eligiendo gobernantes cada tres años de acuerdo a un sistema establecido por las tradiciones de sus antepasados.

### Regionalización
San Martín Lachilá pertenece al IX distrito electoral federal de Oaxaca, con sede en Zimatlán de Álvarez, y al X distrito electoral local con sede en Ejutla de Crespo.